# Saint-Chamant, Cantal

Saint-Chamant este o comună în departamentul Cantal, Franța. În 1 ianuarie 2022 avea o populație de 237 de locuitori.